# Юнацька збірна Білорусі з футболу (U-19)
Юнацька збірна Білорусі (U-19) з футболу (рос. Юношеская сборная Белоруссии по футболу, біл. Юніёрская зборная Беларусі па футболе) — футбольна команда Білорусі, що складається з гравців, віком до 19 років і представляє країну на міжнародному рівні.

## Історія
Команда щорічно з 1993 року бере участь у кваліфікаціях Юнацьких чемпіонатів Європи, проте у фінальну стадію потрапила лише одного разу, на Євро-1994 у Іспанії, де програла всі три матчі у групі.

## Статистика
- 1955–1992 — частина СРСР
- 1993 — не кваліфікувались
- 1994 — груповий етап
- 1995–2025 — не кваліфікувались